# Comédie de remariage

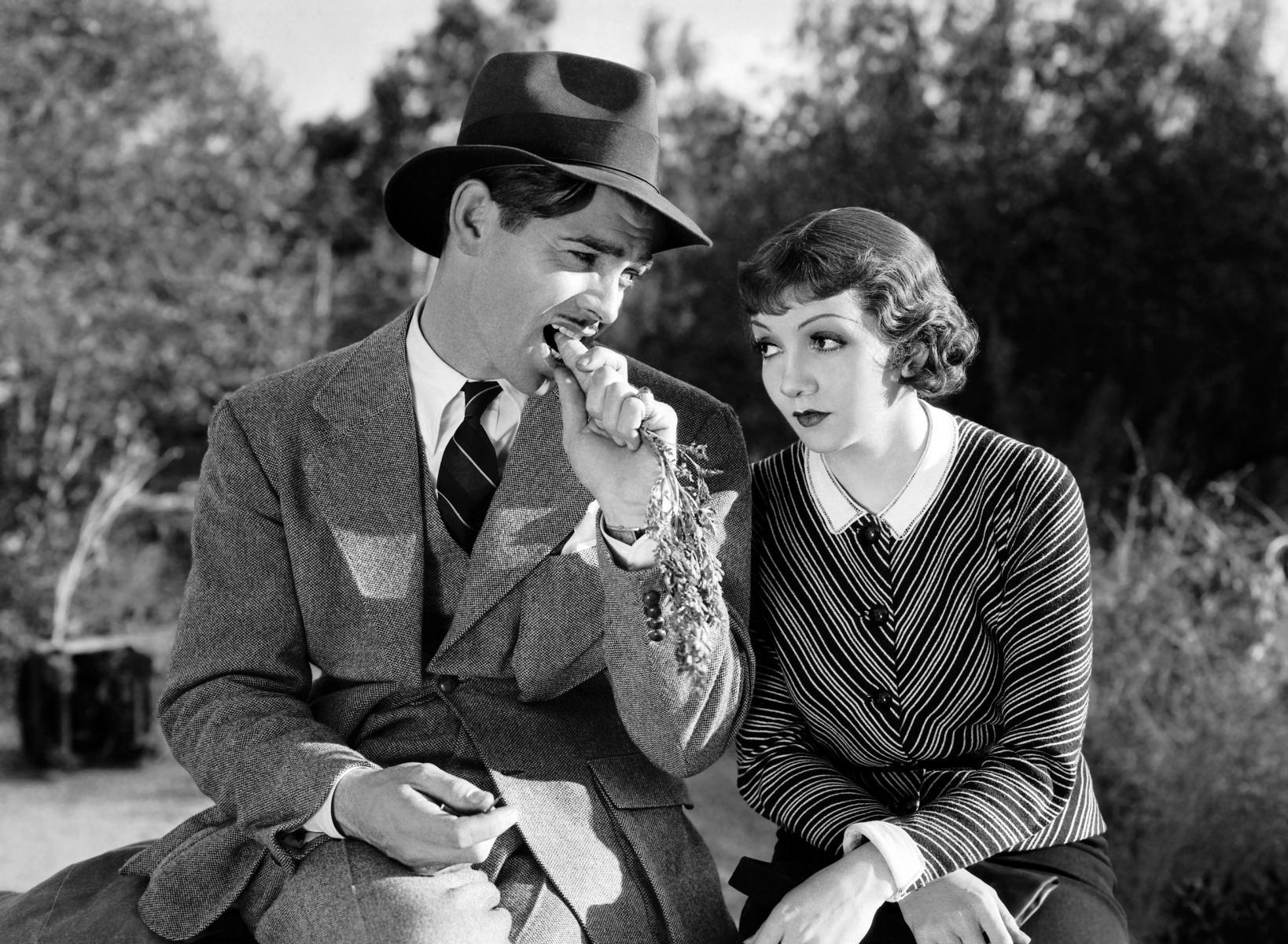
Image représentant les comédie de remariage.

Les comédies du remariage sont des comédies et même des comédies loufoques dans lesquelles des couples mariés se séparent puis se retrouvent,.
Le terme a été introduit par Stanley Cavell.
On retrouve principalement ce genre dans des comédies américaines :
- New York-Miami (1934)
- Cette sacrée vérité (1937)
- La Dame du vendredi (1940)
- Trop de maris (1940)
- Mon épouse favorite (1940)
- Monsieur Wilson perd la tête (1940)
- Indiscrétions (1940)
- Un cœur pris au piège (1941)
- Joies matrimoniales (1941)
- Folie douce (1941)
- The Palm Beach Story (1942)